# Schoorsteen Vliststraat
De schoorsteen aan de Vliststraat, ook wel kwekersschoorsteen genoemd, in de Nederlandse stad Leiden, is een overblijfsel van het vroeger hier gevestigde tuindersbedrijf.

## Geschiedenis
De schoorsteen werd gebouwd in de eerste helft van de 20e eeuw en behoorde bij het stookhuis voor de verwarming van de kassen van de familie De Koning. Dit tuinbouwbedrijf was gespecialiseerd in groenteteelt. De Vliststraat heette toen nog Besjeslaan en behoorde tot de gemeente Zoeterwoude. Deze laan liep langs tuinderijen de bij land- en tuinbouw in gebruik zijnde Roomburgerpolder in. Na annexatie in 1966 ontwikkelde de gemeente Leiden hier de nieuwbouwwijk Roomburg.
De taps toelopende schoorsteen is opgemetseld in licht gekleurde, kalkhoudende betonsteen die door de kweker zelf is vervaardigd. De bovenzijde heeft een gemetselde band. Om de schoorsteen waren oorspronkelijk ter versteviging zeven metalen banden aangebracht, waarvan er in 2012 nog vier resteerden. De schoorsteen heeft waarschijnlijk nog zijn oorspronkelijke lengte. Naast de pijp bevindt zich het fundament van het stookhuis. 
In 1992 was er sprake van dat de schoorsteen zou moeten wijken voor een weg naar de nieuwbouwwijk. Dit plan is echter niet uitgevoerd. De monumentencommissie van Leiden adviseerde tien jaar later, in 2002, positief over behoud van het bouwwerk. De schoorsteen is aangewezen als beschermd gemeentelijk monument.

## Werkzaamheden
De bouwkundige staat van de schoorsteen was al jaren zeer slecht. De pijp is daarom in 2012 in opdracht van gemeente Leiden grondig opgeknapt, waarvoor 70.000 euro was uitgetrokken.
De schoorsteen werd gerestaureerd door een gespecialiseerde aannemer. Hierbij is eerst de bovenste twee meter metselwerk weggenomen en opnieuw opgemetseld. Daarna is de schoorsteen van binnen en van buiten gerestaureerd. De stalen ringen en de aan de schoorsteen gemonteerde klimijzers zijn vervangen en aangevuld. Op de schoorsteen is een beschermende kap geplaatst om inwatering in de toekomst te voorkomen. Ook werd een bliksemafleider aangebracht.